# Kovelský rajón
Kovelský rajón (ukrajinsky Ковельський район) je rajón ve Volyňské oblasti na Ukrajině. Hlavním městem je Kovel a rajón má přibližně 266 tisíc obyvatel.

## Města v rajónu
- Kovel
- Ljuboml